# Platypalpus pseudocillaris
Platypalpus pseudocillaris är en tvåvingeart som först beskrevs av Gabriel Strobl 1910.  Platypalpus pseudocillaris ingår i släktet Platypalpus och familjen puckeldansflugor. Inga underarter finns listade i Catalogue of Life.